# Ibanez RG
Ibanez RG es una serie de guitarras fabricada por Ibanez desde 1987. Las guitarras de la serie RG son las guitarras más numerosas realizadas en todo el mundo en cuanto a diferentes modelos y probablemente la serie de guitarras más popular de Ibanez producidas por Hoshino Gakki. La Ibanez RG fue originalmente diseñada derivada de la serie Ibanez JEM/Universe de Steve Vai y fue lanzada en 1987.

## Orígenes
La serie RG fue introducida por primera vez en 1987 derivada de las series Ibanez JEM y Universe de Steve Vai, contrariamente a la opinión popular de que Rocky George fue su diseñador.[cita requerida] Esto se creía porque las iniciales de Rocky George son las mismas que las de la serie RG. En realidad las siglas RG significan "Roadstar Guitar", sin embargo estos instrumentos difieren bastante de las series Roadstar II series, introducidas a principios de los 90. Una de las primeras guitarras en la serie RG fue la RG550 con un trémolo Edge. Se convirtió en una de las guitarras más populares de todos los tiempos de Ibanez e hizo al nombre RG ser conocido internacionalmente. Mientras que los músicos profesionales usan la serie RG Prestige, los noveles suelen empezar a tocar con la serie RG Tremolo, que son instrumentos de gran calidad y precio ajustado. Estas guitarras están hechas en Japón, China, Corea o Indonesia y generalmente suelen tener una buena relación calidad/precio (incluso las de serie RG Prestige) comparado con otros fabricantes como Gibson, Fender, Rickenbacker y PRS.
Todas las RG550s, 560s, 565s, 570s, 670s 750s, 760s y 770s tienen una versión del trémolo Ibanez Edge, ya sea el Original o el Lo-Pro. El Trémolo Edge incorporó numerosos cambios de construcción en comparación con el Floyd Rose original, como mayor masa, microafinadores relocalizados y "Locking Posts" mejorados. Los "Locking Posts" ya no se usan desde el modelo de 2003 con la introducción del Edge Pro.

## Características
La serie RG posee un mástil fino con un diapasón ancho (casi plano) de doble octava (24 trastes), facilitando la ejecución de acordes y solos. El cuerpo de las RG Series tiene dos "Cutaways" dando mejor acceso a los trastes altos. Normalmente el cuerpo está hecho de caoba o tilo con la excepción de la RGT220A, hecha de Fraxinus pennsylvanica. Sin embargo desde 2008, algunas RG J Custom están hechas de aliso además de tilo o caoba. El diapasón está hecho de palisandro excepto la RG350MDX, la RG550MXXDY/RF, la RG270 y la RG770, en las que estaba hecho de arce. Las pastillas suelen estar dispuestas de la forma H-S-H en los modelos RG550, RG570, RG750 y RG770, H-S-S en los modelos RG560 y RG760,  H-H en los modelos RG520. En las series RG Tremolo y RG Fixed se usan pastillas IBZ Infinity, IBZ Powersound, IBZ Seymour Duncan o IBZ-EMG. La serie Prestige suele venir equipada con las series de pastillas IBZ V7/S1/V8, IBZ DiMarzio o Non-OEM DiMarzio en diferentes configuraciones, EMGs activas en bastantes configuraciones, y uno de los modelos viene equipado con Non-OEM Seymour Duncans.
Casi todas las guitarras de la serie vienen equipadas con tremolo flotante de fabricación propia, las más antiguas con un trémolo Ibanez EDGE o Lo-Pro EDGE y las modernas con EDGE-Pro y Zero Resistance, excepto las series RG Fixed y RGA Prestige, que traen puentes fijos.
Las RG son famosas por ser la base de las guitarras de 7 cuerdas fáciles de tocar, y en 2007, Ibanez produjo la primera guitarra de 8 cuerdas comercial, la RG2228.

## La serie RG
Actualmente la serie RG está dividida en 5 subseries:
- Ibanez J Custom - Guitarras RG de máxima calidad hechas en Japón en exclusiva para el mercado japonés. Por desgracia no están disponibles fuera de Japón a no ser que se compren en un distribuidor no autorizado.
- Ibanez RG Extreme - Intermedio entre las series RG Tremolo y RG Prestige. De fabricación Japonesa, cuentan con pastillas activas EMG y trémolos Edge III.  No disponibles en Estados Unidos y en muchos otros países.
- RG Prestige - Guitarras RG hechas en Japón de alta calidad, disponibles en las series RG, RGA, y la mayoría de las RGT.
- RG Tremolo - Guitarras RG de origen no Japonés[3] con puente flotante estilo Floyd Rose.
- RG Fixed - Guitarras RG de origen no Japonés con puente fijo.